# Ferdinando Fairfax, 2:e lord Fairfax av Cameron

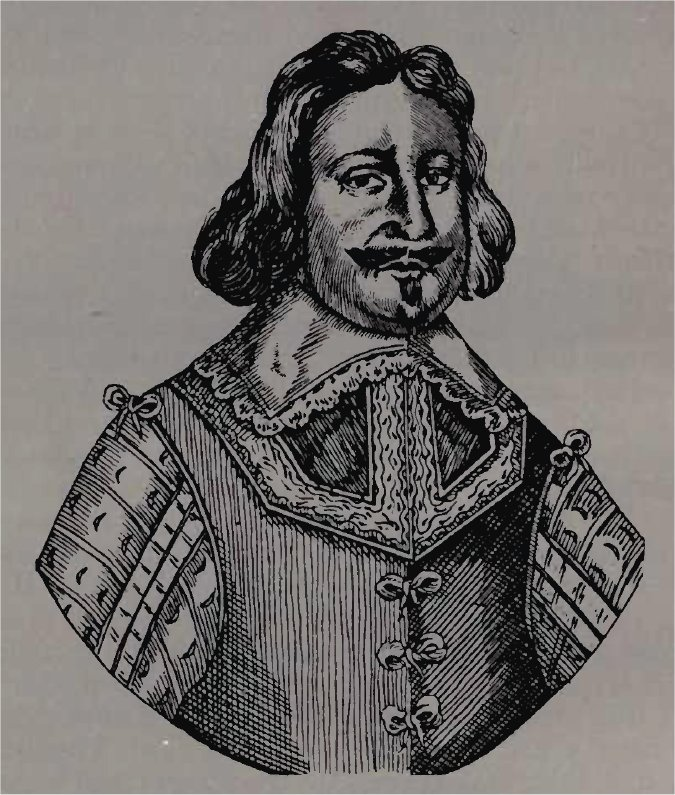
Ferdinando Fairfax, 2:e lord Fairfax av Cameron.

Ferdiando Fairfax, 2:e lord Fairfax av Cameron, född 29 mars 1584, död 14 mars 1648, var en engelsk baron och militär. Han var far till Thomas Fairfax, 3:e lord Fairfax av Cameron.
Fairfax var från 1614 medlem av underhuset, tillhörde den moderata oppositionen och blev 1642 befälhavare för parlamentets stridskrafter i Yorkshire. I början hade Fairfax motgångar och led 1643 ett svårt nederlag i slaget vid Adwalton Moor men försvarade på ett glänsande sätt Kingston upon Hull och segrade 1644 i slaget vid Selby. Efter självförnekelseakten nedlade han sitt befäl.